# Penrose-betegeling
Een penrose-betegeling is een niet-periodieke betegeling, gegenereerd door een aperiodieke verzameling van twee of meer voorbeeldtegels. De betegeling is naar Roger Penrose genoemd, die deze verzamelingen in de jaren 1970 onderzocht. Aangezien penrosebetegelingen nooit periodiek zijn, worden het vaak aperiodieke betegelingen genoemd: er komt in de betegelingen geen translatiesymmetrie voor. Dat wil echter niet zeggen dat er geheel geen symmetrie in de betegelingen voorkomt: van de oneindig veel mogelijke betegelingen zijn er twee die zowel spiegelsymmetrie als vijfvoudige rotatiesymmetrie bezitten. De ordening van atomen in een quasikristal volgt die van een penrosebetegeling in drie dimensies.

## Eigenschappen
Penrose ontdekte dat het vlak kan worden betegeld met slechts twee figuren of "tegels", waarbij:
1. het vlak met de twee tegels zonder overlapping en zonder gaten op oneindig veel verschillende manieren kan worden betegeld,
2. geen enkele van deze betegelingen periodiek is, dus nooit door translatie in zichzelf kunnen overgaan en
3. ieder eindig, begrensd deel van een betegeling een oneindig aantal keer in elke andere betegeling voorkomt.

## Achtergrond
De Nederlandse wiskundige N.G. de Bruijn kwam in 1981 met een methode om penrosebetegelingen te construeren uit vijf families van parallelle lijnen, gebruik makend van een "cut and project"-methode, waarin penrosebetegelingen worden verkregen als tweedimensionale projecties van een vijfdimensionale kubieke structuur. Een penrosebetegeling is in deze aanpak een verzameling van punten en de tegels ontstaan door deze punten als de hoekpunten daarvan met elkaar te verbinden.
Er verscheen op 22 februari 2007 een artikel in Science, waarin de ontdekking van penrosebetegelingen in middeleeuwse islamitische architectuur wordt beschreven, vijf eeuwen voor hun ontdekking in het westen.

## Varianten
- Een wang-betegeling is op dezelfde manier gedefinieerd, behalve dat de tegels samengestelde tegels zijn, vierkanten opgebouwd uit vier driehoeken.
- Penrose-betegelingen zijn in tegenstelling tot fractals niet zelfgelijkvormig.

## Voetnoten
1. ↑  (en)  R Penrose voor de Mathematical Intelligencer. Pentaplexity A Class of Non-Periodic Tilings of the Plane, 1979. (pdf)
2. ↑  (de)  N. G. de Bruijn’s Algebraic theory of Penrose’s non-periodic tilings of the plane, 8 juli 2004. (pdf)
3. ↑  (en)  PJ Lu en PJ Steinhardt voor Science. Decagonal and Quasi-Crystalline Tilings in Medieval Islamic Architecture, 2007.